# Эб-Соул
Хе́рберт Э́нтони Сти́венс IV (Herbert Anthony Stevens IV) — американский рэпер, выступающий под сценическим именем Эб-Со́ул (Ab-Soul). Он также входит в состав супергруппы Black Hippy вместе с другими представителями хип-хоп-сцены Западного побережья и коллегами по лейблу — Джеем Роком, Кендриком Ламаром и Скулбоем Кью.

## Биография
Стивенс родился и вырос в городе Карсон, штат Калифорния. В возрасте 10 лет он был помещён в больницу с синдромом Стивенса — Джонсона, последствиями которого стали тёмная кожа губ и глаза, чувствительные к свету. Когда ему было 12 лет, он сочинил свои первые куплеты — собственный текст к песне «Emotions» в исполнении Twista, однако принял решение стать рэпером после того, как окончил среднюю школу и поступил в колледж. В 2002 году он записал первый трек.
В 2005-м Стивенс заключил контракт с StreetBeat Entertainment, но через год познакомился с Панчем, главой лейбла Top Dawg Entertainment, и официально вошёл в команду TDE в 2007 году. Эб-Соул записал первый микстейп Longterm, выпущенный в 2009 году. В том же году был образован коллектив Black Hippy, в состав которого помимо Эб-Соула вошли Джей Рок, Кендрик Ламар и Скулбой Кью. Очередной микстейп, сиквел дебютного, под названием Longterm 2: Lifestyles of the Broke and Almost Famous вышел 28 июня 2010 года.
Первый студийный альбом рэпера Longterm Mentality (2011) занял 73-ю строку в чарте Top R&B/Hip-Hop Albums, публикуемом в журнале Billboard. Большего успеха добилась его следующая работа Control System, которая собрала множество положительных отзывов музыкальных критиков и смогла попасть в первую половину хит-парада Billboard 200.

## Стиль и тематика
Стиль музыки, в котором работает Эб-Соул, часто характеризуется определением «сознательный». Тексты его песен затрагивают политические и социальные темы.

## Дискография

### Альбомы
- Longterm Mentality (2011)
- Control System (2012)
- These Days... (2014)
- Do What Thou Wilt (2016)

### Микстейпы
- Longterm (2009)
- Longterm 2: Lifestyles of the Broke and Almost Famous (2010)